# Ricochet Infinity
Ricochet Infinity is het vierde spel in de Ricochet computerspellenserie van Reflexive Entertainment. Vergelijkbaar met de goedverkopende series ervoor (Ricochet Xtreme, Ricochet Lost Worlds en Ricochet Lost Worlds: Recharged) is het een nieuw en ander arcadeavontuur. Zoals bij Atari's Breakout is het doel van elk level is om alle blokken te vernietigen. In tegenstelling tot andere vergelijkbare spellen heeft Ricochet Infinity een leveleditor, waarmee je de mogelijkheid hebt om zelf levels te maken en te wijzigen.
Een ander aspect van het spel is het verzamelen van gouden ringen, in elk level zitten 5 gouden ringen.
Doordat iedereen levels kan maken komen er vaak nieuwe levelsets, dat zijn minstens 10 levels bij elkaar. Elke week komt er minstens 1 levelset bij. Het is dus praktisch onmogelijk om het hele spel uit te spelen.

## Powerups
| Term van het Hulpmiddel                | Uiterlijk                                                         | Gebruik |
| -------------------------------------- | ----------------------------------------------------------------- | --- |
| Safety Bumper                          | Geel gebogen, doet denken aan een Laser.                          | Voorkomt 1 keer dat een bal het veld verlaat. |
| Extra Ion Sphere                       | Groene omhoogstaande pijl.                                        | Geeft 1 extra leven. |
| Slow                                   | 2 gele pijlen die tegen de klok in draaien.                       | Snelheid neemt af. |
| Fast                                   | 2 rode pijlen die tegen de klok in draaien.                       | Snelheid neemt toe. |
| Laser Blaster Gun                      | Grijs pistool met groene achtergrond.                             | Hierdoor kan je groene schoten afvuren. |
| EMP (Elektro-Magnetische Puls)         | 4 Gele pijltjes draaiend om het midden.                           | De bal kan worden geëxplodeerd bij het klikken van de linker muisknop. Na een explosie moet de bal worden opgeladen door tegen het schip aan te komen.                    |
| Acid Ball                              | Groene giftige bal.                                               | De bal wordt groen en onvernietigbare blokken kunnen worden vernietigd.                                                                                                   |
| Fire Ball                              | Lavabal                                                           | De bal wordt roodgloeiend en meerdere blokken kunnen tegelijk worden vernietigd, ook onvernietigbare blokken.                                                             |
| Rail Ball                              | Blauwe lichtgevende bal.                                          | Kan alle blokken vernietigen en gaat overal dwars doorheen. |
| Normal Ship                            | Rood schip.                                                       | Alle wapens worden van het schip ontmanteld waardoor je weer een basis schip krijgt.                                                                                      |
| Freeze                                 | Blauw schip op een rode achtergrond.                              | Schip is onbestuurbaar voor 2,5 seconden. Als het over is wordt er een bonus toegekeerd.                                                                                  |
| Shield Shrinker                        | Rode diamanten die om het midden staan.                           | Verkleint het schip. |
| Shield Expander                        | Blauwe diamantaan die om het midden staan.                        | Vergroot het schip. |
| Small Ball                             | Rode cirkel die naar binnen beweegt.                              | Shrinks the Ion Sphere. |
| Normal Ball                            | Voetbal                                                           | Herstelt alle ballen in het spel waardoor ze de normale functie weer krijgen.                                                                                             |
| Nuclear Beam                           | Gele straal.                                                      | Vernietigt veel blokken wanneer de rechtermuisknop is ingedrukt. |
| Ball Generating Ball or Ball Generator | Vier kleine ballen die draaien om het midden.                     | Maakt elke keer dat de bal met het hulpmiddel een blok of een ring raakt een kleine bal. Die kleine bal kan de normale grootte worden wanneer deze tegen het schip botst. |
| Laser Ball                             | Grijze bal met paarse punten en lasers op een groene achtergrond. | Een bal die dit hulpmiddel draagt schiet soms kleine lasers naar een willekeurige richting. Hoe vaker je dit hulpmiddel pakt, hoe sneller en vaker de lasers schieten.    |
| Blossom                                | Lichtblauwe bloesem op een zwarte achtergrond.                    | Kan kleine lasertjes afschieten wanneer de linkermuisknop wordt gedrukt. Moet opgeladen worden na gebruik.                                                                |
| Stinger Missile Launcher               | 2 raken op een groene achtergrond.                                | De raketten gaan achter blokken aan wanneer je schiet. Hoe vaker je dit hulpmiddel pakt, hoe meer raketten er tegelijk gaan.                                              |
| Meg-O Blaster Gun                      | 1 Bazooka op een groene achtergrond.                              | Een bazooka kan worden afgevuurd die veel blokken tegelijk vernietigt. |
| Ball Catcher                           | Blauwe lichtstraal.                                               | Één bal kan maximaal per keer worden gevangen, die losraakt wanneer je de linkermuisknop indrukt.                                                                         |
| 3 Way Ball Split                       | Nummer 3 met blauwe punten.                                       | Één bal vermenigvuldigt zich in 3 ballen. |
| 8 Way Ball Split                       | Nummer 8 met blauwe punten.                                       | Één bal vermenigvuldigt zich in 8 ballen. |
| Sight Laser                            | Groene laser.                                                     | Elke bal krijgt een groene lichtstraal die laat zien hoe de bal gaat kaatsen.                                                                                             |
| Ship Helper                            | Zwart schip met gele lijnen.                                      | Grote gele lijnen worden aan het schip toegevoegd waardoor het makkelijker wordt om te voorkomen dat ballen worden doorgelaten.                                           |
| Ship Specialty                         | Zwart schip met een gele ster.                                    | Specialiteit van het schip wordt geactiveerd. Verschilt per schip. |
| Lightning Ball                         | Geel licht symbol.                                                | De bal vernietigt nu blokken in omstreken. De bal wordt sterker wanneer dit hulpmiddel vaker is gevangen.                                                                 |
| Probe                                  | Paars ovaal met een wit puntje.                                   | De bal kan een laser afvuren die naar het schip terug gaan wanneer er op de linkermuisknop wordt gedrukt. Moet opladen na gebruik.                                        |
| Bomb                                   | Zwarte bom met een rode lijn.                                     | Als je deze met het schip vangt dan explodeert je schip. Als je deze met de bal vangt dan kan je 0 tot 1000 punten verdienen.                                             |